# Luís Sá Silva

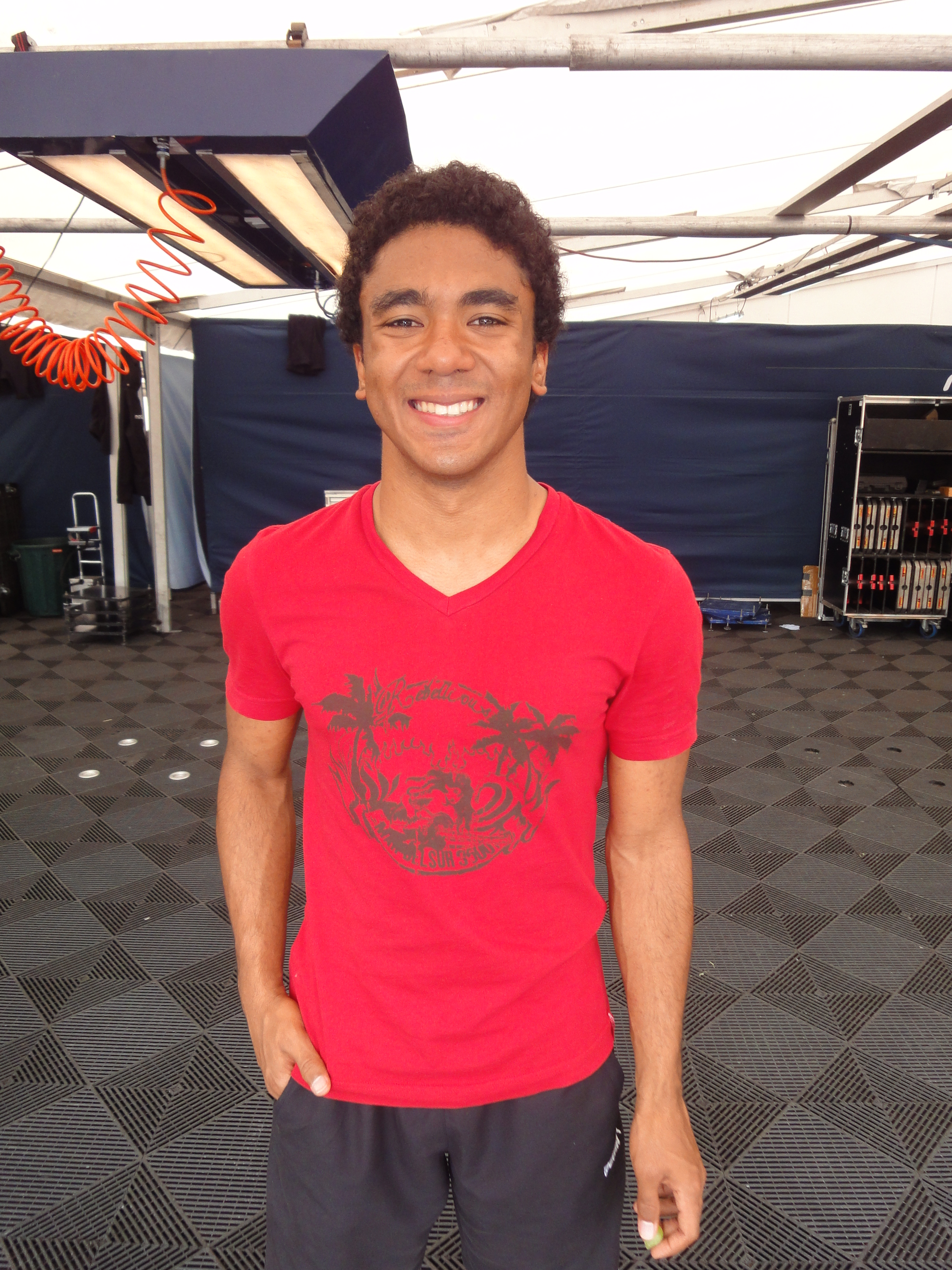
Luís Sá Silva in 2010

Luís Jorge Sá Silva (Benguela, 23 augustus 1990) is een Angolees autocoureur.

## Carrière

### Vroege carrière
Sá Silva begon zijn carrière in het karting, waar hij tot 2006 actief was. Dat jaar nam hij ook deel aan vier races van de International Formula Challenge, waar hij als negende eindigde met 33 punten.

### Formule Renault
In 2007 reed Sá Silva in de Aziatische Formule Renault voor het team Champ Motorsport, waar hij één pole position behaalde. Hij reed ook eenmaal naar het podium, in de eerste race van het tweede weekend op de Shanghai International Circuit werd hij derde. Ondanks dat hij het tweede weekend op het Beijing International Streetcircuit miste, eindigde hij als veertiende in het kampioenschap met 64 punten.
In 2008 bleef Sá Silva in de Aziatische Formule Renault rijden voor Champ. Hij werd driemaal tweede, waarmee hij als vierde eindigde in het kampioenschap met 193 punten.
In 2009 reed Sá Silva opnieuw in de Aziatische Formule Renault, maar stapte hij over naar het Asia Racing Team. Hij behaalde zes overwinningen en werd tweede met 287 punten, slechts zes punten achter kampioen Alon Day. Dat jaar reed Sá Silva ook in de Formule Renault 2.0 NEC voor het team Krenek Motorsport. Met een tiende plaats op de Nürburgring als beste resultaat eindigde hij als 21e in het kampioenschap met 44 punten.

### Formule 3
In 2010 reed Sá Silva enkele races in zowel de Duitse en de Oostenrijkse Formule 3 als in de Formule 3 Euroseries. In de Duitse Formule 3 reed hij zes races, waarin hij zonder punten als negentiende in het kampioenschap eindigde. In de Oostenrijkse Formule 3 reed hij vier races waarin hij één overwinning en nog een andere podiumplaats behaalde, waarmee hij uiteindelijk als negende eindigde met 35 punten. In de Euroseries was hij een gastrijder op de Hockenheimring, waarin hij in beide races als twaalfde eindigde.
In 2012 reed Sá Silva fulltime in de Formule 3 Euroseries, die dat jaar samen met het Europees Formule 3-kampioenschap werd gehouden. Hij reed hier voor het Angola Racing Team. In de Euroseries eindigde hij als veertiende met 14 punten, met als beste resultaat een zevende plaats op de Nürburgring. In de Europese Formule 3 eindigde hij als dertiende met 7 punten, met als beste resultaat diezelfde zevende plaats.

### Formule Pilota China
In 2011 stapte Sá Silva over naar de nieuwe Formula Pilota China voor het Asia Racing Team. Hij behaalde twee overwinningen waarmee hij met 124 punten als tweede in het kampioenschap eindigde achter Mathéo Tuscher.

### GP3
In 2013 ging Sá Silva rijden in de GP3 Series voor het team Carlin. Hij werd hier de teamgenoot van Nick Yelloly en Eric Lichtenstein. Hij wist echter geen punten te behalen en met twee twaalfde plaatsen als beste resultaat eindigde hij als 23e in het kampioenschap.
In 2014 blijft Sá Silva rijden voor Carlin in de GP3. Ditmaal heeft hij Alex Lynn en Emil Bernstorff als teamgenoten.